# De Havilland Albatross
де Хэвилленд DH.91 «Альбатрос» (англ. de Havilland DH.91 Albatross) — британский четырёхмоторный транспортный самолёт 1930-х годов.

## История
DH.91 был разработан в 1936 году Артуром Хэггом в соответствии с требованиями  «спецификаций Министерства авиации 36/35» на трансатлантический почтовый самолёт.
Особенностью конструкции был материал фюзеляжа - многослойное покрытие из фанеры и бальзы; аналогичное позже использовалось на бомбардировщике Mosquito. Кроме того, применение двигателей с воздушным охлаждением позволило сделать их обводы максимально обтекаемыми. Первый полёт прототипа «Альбатроса» состоялся 20 мая 1937 года, у второго прототипа во время испытаний с  перегрузочным весом сломался фюзеляж, но позже он был отремонтирован и усилен. Оба прототипа позже применялись в Imperial Airways.
Хотя самолёт изначально задумывался как почтовый, была разработана версия для перевозки 22 пассажиров; Основными отличиями были дополнительные окна и замена закрылков на щелевые. Imperial Airways заказала 5 машин, которые были поставлены ей в 1938-39 гг. На период начала войны, все семь самолётов выполняли рейсы из пригорода Бристоля Уитчёрча до Лиссабона и Шеннона.

## Применение
Согласно традициям компании, все её самолёты получили названия, начинавшиеся с одной и той же буквы, а имя головного стало общим названием этого типа: "Frobisher Class", в честь мореплавателя Мартина Фробишера. Подобный обычай, унаследованный от тогдашних традиций, распространённых во флоте и на железных дорогах, применялся и преемниками, BOAC и BEA также и в послевоенные годы.
Первым DH.91 в Imperial Airways стал Frobisher, полученный в октябре 1938 года. Пять пассажирских "Альбатросов" эксплуатировались на маршрутах из Кройдона в Париж, Брюссель и Цюрих. После завершения испытаний, оба прототипа также использовались в качестве дальних почтовых самолётов. Единственным достаточно долгим периодом их работы стало лето 1939 года, когда они были основным типом авиатранспорта на двухчасовом лондонском пассажирском маршруте Кройдон — Париж-Ле-Бурже.
С началом Второй мировой войны, 2 почтовых самолёта были в сентябре 1940 года переданы 271-й эскадрилье Королевских ВВС, использовавшей их как курьерские на линии между Великобританией (Прествик и Исландией (Рейкьявик); однако, оба они были уничтожены в результате аварий при посадке в Рейкьявике, Faraday в 1941 году и Franklin в 1942.
Пять пассажирских самолётов эксплуатировались Imperial Airways, (с сентября 1940 г. реорганизована после слияния с British Airways Ltd (1935) в BOAC) на маршрутах Бристоль-Лиссабон и Бристоль-Шаннон, выполнявшихся из аэропорта Уитчёрч.
Из 5 оставшихся, Frobisher был уничтожен в Уитчёрче во время немецкого авианалёта,, Fingal попал в аварию во время аварийной посадке, вызванной отказом топливной системы (1940 год, Паклчёрч) и Fortuna потерпел крушение возле аэропорта Шаннон в 1943 году; происшедшей, согласно результатам экспертизы, из-за разрушения фанерных элементов крыла. Ввиду возможности повторения подобных аварий, а также из-за отсутствия запасных частей, Falcon и Fiona были списаны в сентябре 1943 года.

## Судьбы отдельных самолётов
Frobisher
(G-AFDI) Пассажирский. Головной самолёт серии, получен компанией Imperial Airways (позже BOAC) в 1938 году. Уничтожен на земле во время немецкого авианалёта на аэропорт Уитчёрч 20 декабря 1940 года.
Falcon
(G-AFDJ) Пассажирский. Получен в 1938 году. Сдан на слом в сентябре 1943 года.
Fortuna
(G-AFDK) Пассажирский. Получен в 1939 году. Разрушен при аварийной посадке возле аэропорта Шаннон (Ирландия) 16 июля 1943 года.
Fingal
(G-AFDL) Пассажирский. Получен 1939 году. Уничтожен в результате аварийной посадки близ аэродрома Паклчёрч, Глостершир, Англия 6 октября 1940 года.
Fiona
(G-AFDM) Пассажирский. Получен в 1939 году. Сдан на слом в сентябре 1943 года.
Faraday
(G-AEVV) Почтовый. Получен в августе 1939 года. В 1940 году был передан в BOAC, а затем в 271-ю эскадрилью Королевских ВВС (бортовой номер AX903). Разрушен при посадке в Рейкьявике 11 августа 1941 года.
Franklin
(G-AEVW) Почтовый. Передан из BOAC в 271-ю эскадрилью Королевских ВВС (бортовой номер AX904). Разрушен при посадке в Рейкьявике 7 апреля 1942 года (поломка шасси).
Принадлежавшая British Airways модель самолёта Albatross в масштабе 1:10,, была найдена в ящике в Кройдоне в 1990-х годах и ныне экспонируется в музее Speedbird House.

## Операторы
Великобритания
- Imperial Airways (с сентября 1940 года BOAC) — получила все 7 машин, позже передала 2 в ВВС.
- ВВС Великобритании
  - No. 271 Squadron RAF — 2 почтовых самолёта, полученных от BOAC, оба повреждены в результате аварий.

## Тактико-технические характеристики (DH.91)
Источник данных:  "Уголок неба"

Технические характеристики
- Экипаж: 4 (пилот, второй пилот, радист и стюард)
- Пассажировместимость: 22
- Длина: 21,80 м
- Размах крыла: 32,01 м
- Высота: 6,78 м
- Площадь крыла: 100,2 м2
- Масса пустого: 9 650 кг
- Масса снаряжённого: 13 380 кг
- Силовая установка: 4 × воздушных de Havilland Gipsy Twelve
- Мощность двигателей: 4 × 525 л.с. (4 × 392 кВт)

Лётные характеристики
- Максимальная скорость: 362 км/ч
- Крейсерская скорость: 338 км/ч
- Практическая дальность: 1 675 км
- Практический потолок: 5 455 м
- Скороподъёмность: 3,5 м/сек
- Нагрузка на крыло: 134 кг/м2
- Тяговооружённость: 120 W/kg

## Самолёт в массовой культуре

### В кинематографе
Вероятно, единственный фильм, в котором за время своей короткой карьеры успел появиться DH.91 — короткометражная хроникально-документальная лента 1939 года «The Islanders». В ней же фигурирует и летающая лодка Short Empire.

### В стендовом моделизме
Масштабную сборную модель D.H.91 Albatross в масштабе 1:72 с 2018 года выпускает в нескольких вариантах оформления чешская фирма Valom: #72128 Imperial Airways G-AFDK Fortuna, #72129 самолёты BOAC в камуфляже RAF G-AFDM Fiona и G-AFDK Fortuna, #72130 Imperial Airways G-AFDL Fingal

## Комментарии
1. ↑  В книге Питера Мосса утверждается, что причиной уничтожения самолёта Frobisher был поджог недовольным работником BOAC, случившийся 20 октября 1940 года.[5]